# Wieczór w Wieliszewie
Wieczór w Wieliszewie – tom wierszy zebranych Jerzego Zagórskiego wydany w 1947 przez Spółdzielnię Wydawniczą Książka.
W tomie znajdują się wiersze reprezentujące dużą rozpiętość rodzajów, a zatem sonety, wiersze wolne, poemat w duchu młodopolskim oraz powściągliwa liryka refleksyjna. Autor w swoim dziele łączy dwa elementy poezji: doświadczenia i zdobycze starej szkoły z osobistą refleksją, którą nazywa snami i cieniem na chmurach. Podejście tego typu owocuje w niektórych przypadkach pewnym eklektyzmem. Elementem łączącym utwory tak różne formalnie i zróżnicowane tematycznie jest odczucie trwania, umiejscowienie człowieka w nurcie czasu, związanie go ze świadomością, instynktem, ziemią i gwiazdami. Niebo jest tu szczególnie istotne – stanowi tło opisane z realistyczną głębią. Natomiast skłonność do syntezy i ideologicznego usprawiedliwiania zjawisk oraz ludzkich działań prowadzi autora do niejednokrotnych uproszczeń i tworzenia sztucznych koncepcji. Demonstruje on wiarę w wieszczą rolę poety, który odbywa niebieskie wyprawy po nieokreślone bliżej objawienia.
Obok wątku refleksyjnego zbiór zawiera nurt opisowy, w który wpisują się wiersze bardzo nierówne pod względem warsztatu. Niektóre z nich cechuje malarska rzetelność i subtelna świeżość wyrażająca uroki nieba i ziemi. Inne są nazbyt pedantyczne w warstwie opisowej. 